# U-21-Fußball-Europameisterschaft 2023/Gruppe D
| Pl. | Land       | Sp. | S | U | N | Tore    | Diff. | Punkte |
| --- | ---------- | --- | - | - | - | ------- | ----- | ------ |
| 1. | Frankreich | 3   | 3 | 0 | 0 | 007:200 | +5    | 09     |
| 2. | Schweiz 1  | 3   | 1 | 0 | 2 | 005:800 | −3    | 03     |
| 3. | Italien    | 3   | 1 | 0 | 2 | 004:500 | −1    | 03     |
| 4. | Norwegen   | 3   | 1 | 0 | 2 | 002:300 | −1    | 03     |
| 1 Die Schweiz qualifizierte sich aufgrund mehr geschossener Tore in den direkten Duellen gegen die beiden anderen punktgleichen Mannschaften (4:4 gegen Norwegen und Italien) vor Italien (3:3 gegen Schweiz und Norwegen) und Norwegen (2:2 gegen die Schweiz und Italien). |            |     |   |   |   |         |       |        |

Gruppe D der U-21-Fußball-Europameisterschaft 2023:

## Norwegen – Schweiz 1:2 (1:1)
| Norwegen                                                                                 | Norwegen | Schweiz | Schweiz |
| ---------------------------------------------------------------------------------------- | --- | --- | ------- |
| Norwegen                                                                                 | \| 1. Spieltag \| \| 22. Juni um 19:00 Uhr (18:00 Uhr MESZ) in Cluj-Napoca (Dr.-Constantin-Rădulescu-Stadion) \| \| Ergebnis: 1:2 (1:1) \| \| Zuschauer: 1.279 \| \| Schiedsrichter: João Pinheiro ( Portugal) \| \| Spielbericht \| | \| 1. Spieltag \| \| 22. Juni um 19:00 Uhr (18:00 Uhr MESZ) in Cluj-Napoca (Dr.-Constantin-Rădulescu-Stadion) \| \| Ergebnis: 1:2 (1:1) \| \| Zuschauer: 1.279 \| \| Schiedsrichter: João Pinheiro ( Portugal) \| \| Spielbericht \|                                                                     | Schweiz |
| Norwegen                                                                                 | Mats Hedenstad – Sebastian Sebulonsen, Henrik Heggheim, Jesper Daland, David Møller Wolfe – Johan Hove, Sivert Mannsverk (46. Joshua Kitolano), Christos Zafeiris (74. Antonio Nusa), Emil Konradsen Ceïde (74. Seedy Jatta) – Oscar Bobb (90.+1' Tobias Christiansen), Erik Botheim (90.+1' Osame Sahraoui) Cheftrainer: Leif Gunnar Smerud | Amir Saipi – Lewin Blum, Leonidas Stergiou , Marco Burch, Bećir Omeragić (82. Jan Kronig) – Dan Ndoye (90.+1' Matteo Di Giusto), Simon Sohm, Ardon Jashari, Kastriot Imeri (82. Julian von Moos) – Filip Stojilković (61. Zeki Amdouni), Fabian Rieder (90.+1' Darian Males) Cheftrainer: Patrick Rahmen | Schweiz |
| Norwegen                                                                                 | 1:0 Ceïde (19.) | 1:1 Ndoye (36.) 1:2 Imeri (56.) | Schweiz |
| Norwegen                                                                                 | Hove (34.) | Burch (34.), Rieder (90.+1') | Schweiz |
| 1. Spieltag                                                                              | | |         |
| 22. Juni um 19:00 Uhr (18:00 Uhr MESZ) in Cluj-Napoca (Dr.-Constantin-Rădulescu-Stadion) | | |         |
| Ergebnis: 1:2 (1:1)                                                                      | | |         |
| Zuschauer: 1.279                                                                         | | |         |
| Schiedsrichter: João Pinheiro ( Portugal)                                                | | |         |
| Spielbericht                                                                             | | |         |

## Frankreich – Italien 2:1 (1:1)
| Frankreich                                                         | Frankreich | Italien | Italien |
| ------------------------------------------------------------------ | --- | --- | ------- |
| Frankreich                                                         | \| 1. Spieltag \| \| 22. Juni um 21:45 Uhr (20:45 Uhr MESZ) in Cluj-Napoca (Cluj Arena) \| \| Ergebnis: 2:1 (1:1) \| \| Zuschauer: 11.286 \| \| Schiedsrichter: Allard Lindhout ( Niederlande) \| \| Spielbericht \|                                                                                     | \| 1. Spieltag \| \| 22. Juni um 21:45 Uhr (20:45 Uhr MESZ) in Cluj-Napoca (Cluj Arena) \| \| Ergebnis: 2:1 (1:1) \| \| Zuschauer: 11.286 \| \| Schiedsrichter: Allard Lindhout ( Niederlande) \| \| Spielbericht \| | Italien |
| Frankreich                                                         | Lucas Chevalier – Pierre Kalulu, Loïc Badé, Castello Lukeba, Niels Nkounkou – Khéphren Thuram (64. Rayan Cherki), Maxence Caqueret , Manu Koné (85. Mohamed Simakan) – Bradley Barcola (64. Michael Olise), Arnaud Kalimuendo (79. Elye Wahi), Amine Gouiri (79. Amine Adli) Cheftrainer: Sylvain Ripoll | Marco Carnesecchi – Caleb Okoli, Lorenzo Pirola (75. Matteo Cancellieri), Giorgio Scalvini – Raoul Bellanova, Samuele Ricci (88. Lorenzo Colombo), Nicolò Rovella (75. Fabio Miretti), Sandro Tonali , Destiny Udogie (88. Fabiano Parisi) – Pietro Pellegri, Nicolò Cambiaghi (46. Wilfried Gnonto) Cheftrainer: Paolo Nicolato | Italien |
| Frankreich                                                         | 1:0 Kalimuendo (22.) 2:1 Barcola (62.) | 1:1 Pellegri (36.) | Italien |
| Frankreich                                                         | Nkounkou (16.), Adli (86.) | Scalvini (16.), Lovato (63.), Gnonto (90.+2') | Italien |
| Frankreich                                                         | Badé (83.) | | Italien |
| 1. Spieltag                                                        | | |         |
| 22. Juni um 21:45 Uhr (20:45 Uhr MESZ) in Cluj-Napoca (Cluj Arena) | | |         |
| Ergebnis: 2:1 (1:1)                                                | | |         |
| Zuschauer: 11.286                                                  | | |         |
| Schiedsrichter: Allard Lindhout ( Niederlande)                     | | |         |
| Spielbericht                                                       | | |         |

## Schweiz – Italien 2:3 (0:3)
| Schweiz                                                            | Schweiz | Italien | Italien |
| ------------------------------------------------------------------ | --- | --- | ------- |
| Schweiz                                                            | \| 2. Spieltag \| \| 25. Juni um 19:00 Uhr (18:00 Uhr MESZ) in Cluj-Napoca (Cluj Arena) \| \| Ergebnis: 2:3 (0:3) \| \| Zuschauer: 4.339 \| \| Schiedsrichter: Mohammed al-Hakim ( Schweden) \| \| Spielbericht \|                                                                    | \| 2. Spieltag \| \| 25. Juni um 19:00 Uhr (18:00 Uhr MESZ) in Cluj-Napoca (Cluj Arena) \| \| Ergebnis: 2:3 (0:3) \| \| Zuschauer: 4.339 \| \| Schiedsrichter: Mohammed al-Hakim ( Schweden) \| \| Spielbericht \| | Italien |
| Schweiz                                                            | Amir Saipi – Lewin Blum (46. Darian Males), Leonidas Stergiou , Marco Burch (86. Nicolas Vouilloz), Bećir Omeragić – Simon Sohm – Kastriot Imeri (86. Julian von Moos), Fabian Rieder, Ardon Jashari, Dan Ndoye (90.+2' Filip Stojilković) – Zeki Amdouni Cheftrainer: Patrick Rahmen | Marco Carnesecchi – Caleb Okoli, Lorenzo Pirola (71. Matteo Lovato), Giorgio Scalvini – Raoul Bellanova, Sandro Tonali , Nicolò Rovella (71. Samuele Ricci), Edoardo Bove, Fabiano Parisi – Pietro Pellegri (46. Matteo Cancellieri (90.+2' Nicolò Cambiaghi)), Wilfried Gnonto (71. Lorenzo Colombo) Cheftrainer: Paolo Nicolato | Italien |
| Schweiz                                                            | 1:3 Imeri (47.) 2:3 Amdouni (52.) | 0:1 Pirola (6.) 0:2 Gnonto (11.) 0:3 Parisi (45.+4') | Italien |
| Schweiz                                                            | Sohm (36.), Blum (40.) | Pellegri (25.) | Italien |
| 2. Spieltag                                                        | | |         |
| 25. Juni um 19:00 Uhr (18:00 Uhr MESZ) in Cluj-Napoca (Cluj Arena) | | |         |
| Ergebnis: 2:3 (0:3)                                                | | |         |
| Zuschauer: 4.339                                                   | | |         |
| Schiedsrichter: Mohammed al-Hakim ( Schweden)                      | | |         |
| Spielbericht                                                       | | |         |

## Norwegen – Frankreich 0:1 (0:0)
| Norwegen                                                                                 | Norwegen | Frankreich | Frankreich |
| ---------------------------------------------------------------------------------------- | --- | --- | ---------- |
| Norwegen                                                                                 | \| 2. Spieltag \| \| 25. Juni um 21:45 Uhr (20:45 Uhr MESZ) in Cluj-Napoca (Dr.-Constantin-Rădulescu-Stadion) \| \| Ergebnis: 0:1 (0:0) \| \| Zuschauer: 1.507 \| \| Schiedsrichter: Donatas Rumšas ( Litauen) \| \| Spielbericht \|                                                                               | \| 2. Spieltag \| \| 25. Juni um 21:45 Uhr (20:45 Uhr MESZ) in Cluj-Napoca (Dr.-Constantin-Rădulescu-Stadion) \| \| Ergebnis: 0:1 (0:0) \| \| Zuschauer: 1.507 \| \| Schiedsrichter: Donatas Rumšas ( Litauen) \| \| Spielbericht \|                                                                     | Frankreich |
| Norwegen                                                                                 | Kristoffer Klaesson – Sebastian Sebulonsen, Henrik Heggheim, Jesper Daland, Leo Fuhr Hjelde (81. David Møller Wolfe) – Oscar Bobb (77. Emil Konradsen Ceïde), Johan Hove, Joshua Kitolano, Christos Zafeiris (81. Markus Solbakken) – Erik Botheim (77. Seedy Jatta), Antonio Nusa Cheftrainer: Leif Gunnar Smerud | Lucas Chevalier – Bafodé Diakité, Mohamed Simakan, Castello Lukeba, Yasser Larouci – Maxence Caqueret (78. Manu Koné), Joris Chotard, Enzo Le Fée (60. Rayan Cherki) – Michael Olise (65. Bradley Barcola), Arnaud Kalimuendo (60. Elye Wahi), Amine Adli (60. Amine Gouiri) Cheftrainer: Sylvain Ripoll | Frankreich |
| Norwegen                                                                                 | 0:1 Olise (57.) | | Frankreich |
| Norwegen                                                                                 | Hjelde (37.), Jatta (80.) | Simakan (6.), Adli (31.) | Frankreich |
| 2. Spieltag                                                                              | | |            |
| 25. Juni um 21:45 Uhr (20:45 Uhr MESZ) in Cluj-Napoca (Dr.-Constantin-Rădulescu-Stadion) | | |            |
| Ergebnis: 0:1 (0:0)                                                                      | | |            |
| Zuschauer: 1.507                                                                         | | |            |
| Schiedsrichter: Donatas Rumšas ( Litauen)                                                | | |            |
| Spielbericht                                                                             | | |            |

## Italien – Norwegen 0:1 (0:0)
| Italien                                                            | Italien | Norwegen | Norwegen |
| ------------------------------------------------------------------ | --- | --- | -------- |
| Italien                                                            | \| 3. Spieltag \| \| 28. Juni um 21:45 Uhr (20:45 Uhr MESZ) in Cluj-Napoca (Cluj Arena) \| \| Ergebnis: 0:1 (0:0) \| \| Zuschauer: 2.347 \| \| Schiedsrichter: Erik Lambrechts ( Belgien) \| \| Spielbericht \| | \| 3. Spieltag \| \| 28. Juni um 21:45 Uhr (20:45 Uhr MESZ) in Cluj-Napoca (Cluj Arena) \| \| Ergebnis: 0:1 (0:0) \| \| Zuschauer: 2.347 \| \| Schiedsrichter: Erik Lambrechts ( Belgien) \| \| Spielbericht \| | Norwegen |
| Italien                                                            | Marco Carnesecchi – Caleb Okoli, Matteo Lovato, Giorgio Scalvini (76. Matteo Cancellieri) – Raoul Bellanova (71. Andrea Cambiaso), Nicolò Rovella (71. Fabio Miretti), Sandro Tonali , Samuele Ricci, Fabiano Parisi – Pietro Pellegri (62. Lorenzo Colombo), Wilfried Gnonto (62. Nicolò Cambiaghi) Cheftrainer: Paolo Nicolato | Kristoffer Klaesson – Sebastian Sebulonsen, Henrik Heggheim, Jesper Daland, David Møller Wolfe (80. Warren Kamanzi) – Håkon Evjen (58. Antonio Nusa), Joshua Kitolano (80. Christos Zafeiris), Johan Hove, Emil Konradsen Ceïde (70. Osame Sahraoui) – Seedy Jatta (58. Oscar Bobb), Erik Botheim Cheftrainer: Leif Gunnar Smerud | Norwegen |
| Italien                                                            | 0:1 Botheim (65.) | | Norwegen |
| Italien                                                            | Ricci (49.), Cancellieri (90.+4') | Evjen (6.) | Norwegen |
| 3. Spieltag                                                        | | |          |
| 28. Juni um 21:45 Uhr (20:45 Uhr MESZ) in Cluj-Napoca (Cluj Arena) | | |          |
| Ergebnis: 0:1 (0:0)                                                | | |          |
| Zuschauer: 2.347                                                   | | |          |
| Schiedsrichter: Erik Lambrechts ( Belgien)                         | | |          |
| Spielbericht                                                       | | |          |

## Schweiz – Frankreich 1:4 (1:1)
| Schweiz                                                                                  | Schweiz | Frankreich | Frankreich |
| ---------------------------------------------------------------------------------------- | --- | --- | ---------- |
| Schweiz                                                                                  | \| 3. Spieltag \| \| 28. Juni um 21:45 Uhr (20:45 Uhr MESZ) in Cluj-Napoca (Dr.-Constantin-Rădulescu-Stadion) \| \| Ergebnis: 1:4 (1:1) \| \| Zuschauer: 1.652 \| \| Schiedsrichter: Morten Krogh ( Dänemark) \| \| Spielbericht \|                                                                      | \| 3. Spieltag \| \| 28. Juni um 21:45 Uhr (20:45 Uhr MESZ) in Cluj-Napoca (Dr.-Constantin-Rădulescu-Stadion) \| \| Ergebnis: 1:4 (1:1) \| \| Zuschauer: 1.652 \| \| Schiedsrichter: Morten Krogh ( Dänemark) \| \| Spielbericht \|                                                                            | Frankreich |
| Schweiz                                                                                  | Amir Saipi – Lewin Blum (86. Serge Müller), Leonidas Stergiou , Aurèle Amenda, Nicolas Vouilloz – Ardon Jashari, Fabian Rieder – Darian Males (71. Simon Sohm), Kastriot Imeri (77. Julian von Moos), Dan Ndoye (86. Matteo Di Giusto) – Zeki Amdouni (86. Bledian Krasniqi) Cheftrainer: Patrick Rahmen | Lucas Chevalier – Pierre Kalulu (86. Mohamed Simakan), Loïc Badé, Castello Lukeba (86. Bafodé Diakité), Niels Nkounkou – Manu Koné (18. Enzo Le Fée), Maxence Caqueret, Khéphren Thuram (70. Joris Chotard) – Rayan Cherki – Bradley Barcola (86. Arnaud Kalimuendo), Amine Gouiri Cheftrainer: Sylvain Ripoll | Frankreich |
| Schweiz                                                                                  | 1:1 Ndoye (35.) | 0:1 Gouiri (16., Foulelfmeter) 1:2 Barcola (65.) 1:3 Cherki (76.) 1:4 Caqueret (81.) | Frankreich |
| Schweiz                                                                                  | Ndoye (29.), Imeri (64.) | | Frankreich |
| 3. Spieltag                                                                              | | |            |
| 28. Juni um 21:45 Uhr (20:45 Uhr MESZ) in Cluj-Napoca (Dr.-Constantin-Rădulescu-Stadion) | | |            |
| Ergebnis: 1:4 (1:1)                                                                      | | |            |
| Zuschauer: 1.652                                                                         | | |            |
| Schiedsrichter: Morten Krogh ( Dänemark)                                                 | | |            |
| Spielbericht                                                                             | | |            |